# Эйгим, Рихард Леонович
Рихард Леонович Эйгим (латыш. Rihards Eigims; родился 1 мая 1962 года, Свентский сельсовет, Латвийская ССР, СССР) — латвийский политик, председатель партии «Латгалес Гайсма». Председатель городской думы Даугавпилса в 2001—2003 годах и с июля по сентябрь 2009 года. Депутат 10-го и 11-го Сейма Латвии.
Мэр Даугавпилса со 2 сентября 2017 года по 22 ноября 2018 года.

## Биография
Родился 1 мая 1962 года в Свентской волости, в рабоче-крестьянской семье.
В 1979 году закончил Шпогскую среднюю школу.
1980—1983 — служба в армии (военно-морской Черноморский флот).
Образование — высшее юридическое, в 1992 году окончил Рижский филиал Минской высшей школы МВД СССР.
Увлечения — спорт: хоккей, автогонки.
Трёхкратный чемпион Даугавпилса по хоккею (в составе команды «Сталкерс»).
Чемпион Латвии по автоспорту, мастер спорта по автоспорту.
Имя Эйгима содержится в списке агентов КГБ, опубликованном Национальным архивом Латвии. Согласно учётной карточке, он был завербован в августе 1985 года 3 отделом КГБ Латвийской ССР (надзор за соблюдением законности в МВД) под оперативным псевдонимом «Эдгар». В это время он был курсантом Рижской школы милиции. На момент публикации в декабре 2018 года в документах не указывались обстоятельства вербовки и степень реального сотрудничества политика со спецслужбой после вербовки.

## Политическая деятельность
Победил на выборах в марте 2001 года с партией «Латгалес Гайсма», получившей в Даугавпилсской городской думе 7 мест из 15. В апреле 2003 года был снят с поста мэра за допущенные финансовые нарушения и авторитарный стиль руководства.
Участвовал в выборах местного самоуправления 6 июня 2009 года, кандидат в депутаты по списку ЛСДРП № 1. На муниципальных выборах 6 июня список ЛСДРП получил 29,84 % голосов горожан и вышел на первое место.
9 июня 2009 года Даугавпилсской городской прокуратурой против Р. Эйгима было начато уголовное дело по статье № 296 Уголовного закона ЛР «Неисполнение приговора и решения суда».
1 июля 2009 года тайным голосованием (8 из 15) Эйгим был избран мэром Даугавпилса.
1 сентября 2009 года на внеочередном заседании Думы был снят с должности, однако пять часов спустя на экстренном заседании вечером был избран снова. Это событие в СМИ больше называют «Самый короткий переворот». Вечером 24 сентября Эйгим смещён с должности мэра города. 28 сентября его сменил Янис Лачплесис.
На выборах в 10-й Сейм Латвии 2 октября 2010 года выступил кандидатом от Союза зелёных и крестьян под четвёртым номером в избирательном списке Латгальским избирательного округа и был избран, заняв третью позицию в списке.
21 апреля 2017 года Р. Эйгим подал список на выборы 3 июня, от партии «Наша партия», 18 человек
3 июня 2017 года избран на муниципальных выборах в Городскую думу.
Вице-мэр города по коалиционному соглашению от 8 июня 2017 года.
26 июня 2017 года на 1-м заседании новой Думы избран вице-мэром.
23 августа 2017 года объявил о выходе из коалиции с Согласием, 24 августа при голосовании о снятии с должности на заседании Думы оставлен вице-мэром.
2 сентября 2017 года избран мэром города, сменив на этом посту А.Элксниньша.
19 ноября 2018 года правление Латгальской партии выразило желание снять Р. Эйгима с поста мэра. 22 ноября 2018 года на заседании думы в третий раз досрочно снят с поста мэра.
18 декабря 2018 года KNAB провёл обыск в кабинете Р. Эйгима в думе Даугавпилса, после чего он был взят под арест по делу вымогательства взятки у бизнесмена в размере 10 тыс. евро. 20 декабря после 48-часового ареста вышел из изолятора.
29 января 2019 года избран главой Социального комитета Магистрата.
4 июля 2019 года снят с руководства Социальным комитетом Магистрата. Позднее от КНАБ предписание, и Магистрат принял решение - на момент обсуждения и голосования по сделкам/ закупкам Эйгим по объявлению будет покидать зал заседаний Магистрата.

## КНАБ
9 октября 2019 года Эйгим арестован КНАБ в рамках дела о закупке еды в 13 и 17 школах Даугавпилса.
КНАБ признал Эйгима подозреваемым и запретил покидать страну.
- Список дел в судах[18].
  - Экономическое управление Госполиции возбудило уголовное дело по компании Модус Буве, ей 21 ноября 2018 года за день до снятия с должности, Эйгим перевел 300 тысяч евро аванс на реновацию школы "Сасканяс"[19].

КНАБ передал два дела по Эйгиму в Генпрокуратуру ЛР.